# 滸灣戰鬥
滸灣戰鬥發生於1933年1月9日，地點則是在中國江西臨川。是國共內戰前期主要戰鬥之一，交戰一方為中華民國國民革命軍，另一方則為中國共產黨所領導之中國工農紅軍。戰鬥末了，被攻擊之國軍傷亡慘重，紅軍攻佔滸灣。